# Friedrich Burmeister (Geophysiker)
Friedrich Burmeister (* 1890; † 1969) war ein deutscher Geophysiker. Er war Direktor des geomagnetischen Observatoriums in München.
Burmeister studierte Mathematik und Physik an der Ludwig-Maximilians-Universität München unter anderem bei Hugo von Seeliger und Arnold Sommerfeld, und  wurde 1919 promoviert.
Friedrich Burmeister gehört zu den 24 Gründungsmitgliedern der am 19. September 1922 in Leipzig gegründeten Deutschen Seismologischen Gesellschaft, der heutigen Deutschen Geophysikalischen Gesellschaft.